# Férfi kajak egyes 1000 méter az 1952. évi nyári olimpiai játékokon
Az 1952. évi nyári olimpiai játékokon a kajak-kenu férfi kajak egyes 1000 méteres versenyszámát július 28-án rendezték Taivallahti-ben.

## Eredmények
Az időeredmények másodpercben értendők. A rövidítések jelentése a következő:
- OB: olimpiai legjobb idő
- Q: továbbjutás helyezés alapján

### Előfutamok
Az előfutamokból az első három helyezett a döntőbe jutott, a többiek kiestek.
| Helyezés | Név                  | Nemzet                 | Idő      | Mj       |
| 1. futam | 1. futam             | 1. futam               | 1. futam | 1. futam |
| -------- | -------------------- | ---------------------- | -------- | -------- |
| 1.       | Henri Verbrugghe     | Belgium (BEL)          | 4:27,7   | Q        |
| 2.       | Lubomír Vambera      | Csehszlovákia (TCH)    | 4:30,1   | Q        |
| 3.       | Bert Oldershaw       | Kanada (CAN)           | 4:30,7   | Q        |
| 4.       | Giorgio Piccinelli   | Olaszország (ITA)      | 4:38,5   |          |
| 5.       | Michael Budrock      | Egyesült Államok (USA) | 4:39,5   |          |
| 6.       | Hansrüdi Engler      | Svájc (SUI)            | 4:39,7   |          |
| 7.       | Geoffrey Colyer      | Nagy-Britannia (GBR)   | 4:39,9   |          |
| 2. futam |                      |                        |          |          |
| 1.       | Willem van der Kroft | Hollandia (NED)        | 4:20,3   | Q, OB    |
| 2.       | Meinrad Miltenberger | Németország (GER)      | 4:21,2   | Q        |
| 3.       | Louis Gantois        | Franciaország (FRA)    | 4:22,2   | Q        |
| 4.       | Knud Albjerg         | Dánia (DEN)            | 4:24,2   |          |
| 5.       | Per Johnsen          | Norvégia (NOR)         | 4:25,2   |          |
| 6.       | Josip Lipokatič      | Jugoszlávia (YUG)      | 4:35,2   |          |
| 7.       | Roland Licker        | Luxemburg (LUX)        | 4:48,1   |          |
| 3. futam |                      |                        |          |          |
| 1.       | Thorvald Strömberg   | Finnország (FIN)       | 4:15,5   | Q, OB    |
| 2.       | Lev Nikitin          | Szovjetunió (URS)      | 4:17,1   | Q        |
| 3.       | Gert Fredriksson     | Svédország (SWE)       | 4:17,6   | Q        |
| 4.       | Urányi János         | Magyarország (HUN)     | 4:20,9   |          |
| 5.       | Herbert Schreiner    | Ausztria (AUT)         | 4:22,9   |          |
| 6.       | Mircea Anastasescu   | Románia (ROU)          | 4:32,9   |          |

### Döntő
| Helyezés | Név                  | Nemzet              | Idő    | Mj |
| -------- | -------------------- | ------------------- | ------ | -- |
| Arany    | Gert Fredriksson     | Svédország (SWE)    | 4:07,9 | OB |
| Ezüst    | Thorvald Strömberg   | Finnország (FIN)    | 4:09,7 |    |
| Bronz    | Louis Gantois        | Franciaország (FRA) | 4:20,1 |    |
| 4.       | Willem van der Kroft | Hollandia (NED)     | 4:20,8 |    |
| 5.       | Meinrad Miltenberger | Németország (GER)   | 4:21,6 |    |
| 6.       | Lubomír Vambera      | Csehszlovákia (TCH) | 4:24,0 |    |
| 7.       | Henri Verbrugghe     | Belgium (BEL)       | 4:25,0 |    |
| 8.       | Lev Nikitin          | Szovjetunió (URS)   | 4:26,2 |    |
| 9.       | Bert Oldershaw       | Kanada (CAN)        | 4:26,5 |    |